# Rinascita (film)
Rinascita (The Man Who Came Back) è un film del 1931 diretto da Raoul Walsh.

## Trama
Steve Randolph ha trovato nel bere e nei locali notturni newyorkesi il suo unico scopo di vita. Vedendo il suo stato di degrado, il padre lo spedisce a Shanghai per farlo riabilitare; qui Steve scopre però il vizio dell'oppio. In una fumeria incontra Angie, una sua vecchia fiamma, ora cabarettista e anch'essa schiava del vizio. Decisi a redimersi dalle proprie schiavitù, partono assieme per Honolulu. Ma Steve, ancora dominato dalla sua dipendenza, vorrebbe tornare a compiacersi con l'alcol, se non fosse per Angie, che con una grande forza di volontà riesce a liberarlo dalla morsa del vizio, portandolo alla rinascita. Tornati a New York dal padre di lui, i due si sposano.

## Produzione
In contemporanea venne girata una versione in spagnolo dal titolo Camino del infierno, diretto da Richard Harlan, con un cast completamente diverso.

## Distribuzione
Distribuito nei cinematografi statunitensi l'11 gennaio 1931; in Italia venne distribuito nell'ottobre dello stesso anno.

## Critica
(La Stampa del 22 ottobre 1931)